# TC0
La classe de complexitat TC0 és usada en complexitat de circuits. És la primera classe de la jerarquia de les classes TC.
La classe TC0 conté tots els llenguatges que son decidibles per un circuit booleà amb profunditat constant i mida polinòmica, format només per portes AND, OR, NOT i majoria. Equivalentment, es poden usar portes de llindar enlloc de portes de majoria.
Aquesta classe conté problemes força importants, com el d'ordenar n nombres de n bits, multiplicar dos nombres de n bits, la divisió entera o reconèixer el llenguatge de Dyck amb dos tipus de parèntesis.

## Relació amb d'altres classes
Es pot relacionar la classe TC0 amb altres classes de circuits, incloent AC0 i NC¹:
{\displaystyle {\mbox{AC}}^{0}\subsetneq {\mbox{AC}}^{0}[p]\subsetneq {\mbox{TC}}^{0}\subseteq {\mbox{NC}}^{1}}
També és conegut que:
{\displaystyle {\mbox{TC}}^{0}\subsetneq {\mbox{PP}}}